# Familia Spencer
La familia Spencer es una familia noble británica descendiente en línea masculina de Henry Spencer, antepasado de los Condes de Sunderland, después Duques de Marlborough, de los Condes Spencer y de los Vizcondes Churchill. Destacados miembros de la familia fueron Sir Winston Churchill (nieto del 7.º duque de Marlborough) y Diana, Princesa de Gales (hija del 8.º conde Spencer).

## Miembros de la familia

### Caballeros de Spencer
| Puesto | Nombre                                               | Tiempo      | Nota                                                                   |
| ------ | ---------------------------------------------------- | ----------- | ---------------------------------------------------------------------- |
| 1.º    | Sir John Spencer, Kt. de Snitterfield & Wormleighton | 1447 - 1552 | casado con Isabel, hija de Sir Walter Graunt, de Snitterfield          |
| 2.º    | Sir William Spencer, Kt. de Wormleighton & Althorp   | 1483 - 1532 | casado con Susan, hija de Sir Richard Knightley, de Fawsley, Northants |
| 3.º    | Sir John Spencer, Kt. de Wormleighton & Althorp      | 1517 - 1586 | casado con Katherine, hija de Sir Thomas Kiton, de Hengrove, Suffolk   |
| 4.º    | Sir John Spencer, Kt.                                | 1546 - 1599 | casado con Mary, hija de Sir Robert Catlyn, de Berne, Dorset           |

### Condes de Sunderland
| Puesto | Nombre          | Tiempo      | Nota                                |
| ------ | --------------- | ----------- | ----------------------------------- |
| 1.º    | Henry Spencer   | 1620 – 1643 | realista en la guerra civil inglesa |
| 2.º    | Robert Spencer  | 1640 – 1702 | político                            |
| 3.º    | Charles Spencer | 1675 – 1722 | político                            |
| 4.º    | Robert Spencer  | 1701 – 1729 | hermano mayor del 3.er duque        |

### Duques de Marlborough
| Puesto | Nombre                   | Tiempo      | Nota |
| ------ | ------------------------ | ----------- | --- |
| 1.º    | Charles Spencer          | 1706 – 1758 | segundo hijo del 3.er conde Sunderland |
| 2.º    | George Spencer           | 1739 – 1817 | hijo mayor del 3.er duque |
| 3.º    | George Spencer-Churchill | 1766 – 1840 | hijo mayor del 4.º duque. Cambió el apellido por "Spencer-Churchill", los siguientes duques de Marlborough tuvieron este apellido, incluyendo a Lord Randolph Churchill y a Sir Winston Churchill |

### Condes Spencer
| Puesto | Nombre              | Tiempo          | Nota                                |
| ------ | ------------------- | --------------- | ----------------------------------- |
| 1.º    | John Spencer        | 1734 - 1783     | Padre de Georgiana Spencer          |
| 2.º    | George Spencer      | 1758 - 1834     | Hermano de Georgiana Spencer        |
| 3.º    | John Spencer II     | 1782 - 1845     |                                     |
| 4.º    | Frederick Spencer   | 1798 - 1857     |                                     |
| 5.º    | John Spencer III    | 1835 - 1910     |                                     |
| 6.º    | Charles Spencer     | 1857 - 1922     |                                     |
| 7.º    | Albert Spencer      | 1892 - 1975     |                                     |
| 8.º    | Edward John Spencer | 1924 - 1992     | padre de Diana, Princesa de Gales   |
| 9.º    | Charles Spencer     | 1964 - presente | hermano de Diana, Princesa de Gales |

### Otros miembros
| Miembro/s                          | Tiempo          | Nota |
| ---------------------------------- | --------------- | --- |
| Baronets Spencer                   | 1517 – 1586     | descienden de los hijos menores de Sir John Spencer, Kt. de Wormleighton y Althorp.                                                        |
| Barones y Vizcondes Churchill      |                 | descienden de un hijo menor de la 4.º duque de Marlborough.                                                                                |
| George "Ignatius" Spencer          | 1799 – 1864     | |
| Georgiana, duquesa de Devonshire   | 1757 - 1806     | |
| Winston Churchill                  | 1874 - 1965     | primer ministro del Reino Unido. |
| Lady Sarah McCorquodale            | 1955-presente   | hija mayor de John Spencer, VIII conde de Spencer                                                                                          |
| La Muy Honorable Baronesa Fellowes | 1957-presente   | hija de John Spencer, VIII conde de Spencer y esposa de Robert Fellowes, Barón Fellowes.                                                   |
| Diana, Princesa de Gales           | 1961 – 1997     | primera esposa del entonces príncipe de Gales, el actual rey Carlos lll.                                                                   |
| Guillermo, príncipe de Gales       | 1982 - presente | hijo mayor del actual rey Carlos III del Reino Unido y de su primera esposa, la princesa Diana de Gales y heredero de la Corona británica. |
| Enrique, duque de Sussex           | 1984 - presente | hijo menor del actual rey Carlos III del Reino Unido y de su primera esposa, la princesa Diana de Gales.                                   |
| Lady Kitty Spencer                 | 1990-presente   | hija mayor de Charles Spencer, IX conde de Spencer.                                                                                        |
| Louis Spencer, Vizconde Althorp    | 1994-presente   | hijo de Charles Spencer, IX conde de Spencer y heredero al Condado Spencer.                                                                |
| Jorge de Gales                     | 2013-presente   | hijo mayor de Guillermo de Gales y nieto mayor de Diana de Gales                                                                           |
| Carlota de Gales                   | 2015-presente   | hija de Guillermo de Gales y nieta de Diana de Gales                                                                                       |
| Luis de Gales                      | 2018-presente   | hijo menor de Guillermo de Gales y nieto de Diana de Gales                                                                                 |
| Archie de Sussex                   | 2019-presente   | hijo mayor de Enrique de Sussex y nieto de Diana de Gales                                                                                  |
| Lilibet de Sussex                  | 2021-presente   | hija menor de Enrique de Sussex y nieta menor de Diana de Gales                                                                            |

### Miembros por matrimonio
| Miembro                         | Tiempo          | Nota                                                                                                  |
| ------------------------------- | --------------- | --- |
| William Cavendish               | 1748 - 1811     | 5.º duque de Devonshire, casado con Lady Georgiana Spencer.                                           |
| Anthony Eden                    | 1897 - 1977     | casado con la sobrina de su predecesor a primer ministro, Winston Churchill.                          |
| Cynthia Hamilton                | 1897 - 1972     | hija de James Hamilton, 3.er duque de Abercorn, casada con Albert Spencer, vizconde Althorp, en 1919. |
| Frances Ruth Roche              | 1936 - 2004     | hija de Maurice Roche, 4.º barón Fermoy y primera esposa de John Spencer, vizconde Althorp.           |
| Raine Spencer                   | 1929-2016       | segunda esposa de John Spencer, VIII conde de Spencer.                                                |
| Robert Fellowes, Barón Fellowes | 1941-2024       | esposo de La Muy Honorable Baronesa Fellowes.                                                         |
| Carlos III                      | 1948 - presente | casado con Lady Diana Spencer en 1981. Divorciados en 1996.                                           |
| Catalina de Gales               | 1982 - presente | esposa de Guillermo, príncipe de Gales.                                                               |
| Meghan de Sussex                | 1981 - presente | esposa del príncipe Enrique, duque de Sussex.                                                         |

- Datos: Q2604888
- Multimedia: Spencer family / Q2604888